# Cis erinaceus
Cis erinaceus là một loài bọ cánh cứng trong họ Ciidae. Loài này được Roubal miêu tả khoa học năm 1933.